# Mark-Oliver Bothe
Mark-Oliver Bothe (* 7. November 1993) ist ein deutscher Floorballspieler und Nationalspieler.

## Karriere
Bothe begann seine Karriere bei den Lilienthaler Wölfen. Er traf im Euro-Cup das erste internationale Tor des TV Lilienthals. Im Jahr 2018 wechselte Bothe von Lilienthal nach Leipzig. Mark-Oliver Bothe ist Stürmer der deutschen Nationalmannschaft.